# Долгая (приток Юмы)
Долгая — река в Котельничском районе Кировской области России. Устье реки находится в 26 км по левому берегу реки Юма. Длина реки составляет 19 км, площадь бассейна — 203 км². В 7,4 км от устья принимает по правому берегу реку Белая.
Исток реки у деревни Шараны в 29 км к юго-востоку от Котельнича. В верховьях на реке — сеть мелиоративных канав и каналов около торфоразработок. Течёт на восток, протекает деревни Шараны и Козловаж, ниже входит в заболоченный ненаселённый лес, в котором и впадает в Юму в 4 км к северо-востоку от посёлка и ж/д станции Ежиха (линия Нижний Новгород — Котельнич).

## Данные водного реестра
По данным государственного водного реестра России относится к Камскому бассейновому округу, водохозяйственный участок реки — Вятка от города Котельнич до водомерного поста посёлка городского типа Аркуль, речной подбассейн реки — Вятка. Речной бассейн реки — Кама.
Код объекта в государственном водном реестре — 10010300412111100036672.